# Jerzy Plebanek
Jerzy Plebanek (25 giugno 1946) è un ex cestista e allenatore di pallacanestro polacco.

## Carriera
Con la Polonia ha disputato i Campionati europei del 1973.